# Prasinocyma rhodostigma
Prasinocyma rhodostigma là một loài bướm đêm trong họ Geometridae.